# Dimethylpropylenharnstoff
Dimethylpropylenharnstoff (oder auch DMPU) ist ein cyclischer Harnstoff.

## Eigenschaften
Dimethylpropylenharnstoff ist eine hygroskopische farblose Flüssigkeit mit charakteristischem Geruch, welche löslich in Wasser ist. Ihre wässrige Lösung reagiert alkalisch. Der Siedepunkt bei Normaldruck liegt bei 247 °C. Die Dampfdruckfunktion ergibt sich nach Antoine entsprechend ln(P) = A−(B/(T+C)) (P in bar, T in K) mit A = 9,26224, B = 3867,206 und C = −102,346 im Temperaturbereich von 368 bis 511 K. Die Verdampfungsenthalpie beträgt am Siedepunkt 48,10 kJ·mol−1.
Die Dichte von DMPU sinkt mit steigender Temperatur. Die Funktion der Temperaturabhängigkeit kann mit einer quadratischen Gleichung nach ρ=α+β·T+γ·T2 mit α = 1,31475, β = −8.7668·10−4 und γ = 0,66723·10−7 beschrieben werden.
| Dichte von DMPU[2] |           |        |        |        |        |        |
| Temperatur         | in °C     | 25     | 40     | 60     | 80     | 100    |
| Dichte             | in g·cm−3 | 1,0593 | 1,0467 | 1,0301 | 1,0135 | 0,9969 |
Dimethylpropylenharnstoff bildet schwer entzündliche Dampf-Luft-Gemische. Die Verbindung hat einen Flammpunkt bei 121 °C. Der Explosionsbereich liegt zwischen 1,6 Vol.‑% als untere Explosionsgrenze (UEG) und 9,3 Vol.‑% als obere Explosionsgrenze (OEG). Die Zündtemperatur beträgt 255 °C. Der Stoff fällt somit in die Temperaturklasse T3.

## Verwendung
Dimethylpropylenharnstoff findet in der organischen Synthese Verwendung als polares aprotisches Lösungsmittel oder Cosolvent. In erster Linie wird das karzinogene Hexamethylphosphorsäuretriamid (HMPT) durch das toxikologisch weniger bedenkliche DMPU ersetzt. DMPU ist wie HMPT in der Lage in der Carbanionen-Chemie die Lithium-Cluster aufzubrechen und die Lithium-Kationen zu solvatisieren. Dadurch wird die Reaktivität der Carbanionen wesentlich erhöht. Daneben findet DMPU als Lösungsmittel in der Elektronik-Industrie eine Anwendung.